# 해남 대흥사 영산회괘불탱
해남 대흥사 영산회괘불탱(海南 大興寺 靈山會掛佛幀)은 전라남도 해남군, 대흥사에 있는 조선시대의 영산회상도이다. 2008년 3월 12일 대한민국의 보물 제1552호로 지정되었다.

## 개요
색민(色旻)이 으뜸화원을 맡아 조성한 괘불화로서 중앙의 석가모니불을 비롯하여 왼쪽에는 여의를 든 문수보살을, 오른쪽에는 연꽃을 든 보현보살을, 그리고 석가모니불의 두광 좌우로 관음보살과 아미타불을 배치하여 오존도(五尊圖) 형식을 보이고 있다. 이러한 도상적 특징은 내소사 괘불을 비롯하여 안정사 괘불, 청곡사 괘불, 운흥사 괘불, 다보사 괘불 등 18세기 호남지역에서 성행한 『오종범음집(五種梵音集)』에 근거한 도상을 간략화한 것으로 생각된다.
이 괘불화는 전체적으로 안정감 있는 구도와 다소 살찐듯한 인물표현, 다양하면서도 화려한 문양 등은 색민이 스승인 의겸(義謙)의 화풍을 충실하게 계승하고 있음을 알 수 있다. 따라서 이 작품은 선행 도상과 화풍을 잘 계승하고 있는 귀중한 작품이자 색민의 대표작으로 꼽을 수 있다.

## 같이 보기
- 대흥사

## 참고 자료
- 해남대흥사영산회괘불탱 - 국가유산청 국가유산포털